# Дронго палаванський
Дронго палаванський (Dicrurus palawanensis) — вид горобцеподібних птахів родини дронгових (Dicruridae). До 2020 року вважався підвидом Dicrurus hottentottus.

## Поширення
Ендемік Філіппін. Поширений на островах Палаван, Бусуанга, Куліон, Балабак і Мапун.